# Вывенка (село)
Вы́венка — село в Олюторском районе Камчатского края. Образует сельское поселение Село Вывенка. До 1 июля 2007 года находилось в составе Корякского автономного округа Камчатской области.
Население — 318 человека (на 2021 год).

## География
Село находится в северо-восточной части полуострова Камчатка на берегу залива Корфа Берингова моря, на узкой песчаной косе в устье реки Вывенки, от которой и получило название. Расстояние от районного центра, села Тиличики, составляет 66 км.

## История
Историческую справку о происхождении названия Вывенка и об этой местности см. в статье Вывенка (река). Село Вывенка было основано в 1832 году.
В 1931 году здесь был организован национальный корякский колхоз имени В. И. Ленина. В 1934 году колхозники начали морскому рыбному промыслу. К 1940 году в распоряжении колхозников имелось пять неводов, одна кавасаки и три исабунэ (лодки японского типа).
В годы Великой Отечественной войны своим трудом прославились рыбачка Мария Конча, промысловики Семён Татха и Василий Ахайми (после войны первым из коряков стал Героем Социалистического Труда).
В 1970-х годах колхоз имени В. И. Ленина был реорганизован в колхоз имени А. М. Горького, в частности, Вывенка стала центральной усадьбой этого предприятия, имевшего отделения в сёлах Тиличики, Култушино, Олюторка. Колхоз занимался промыслом рыбы, имел собственный рыбодобывающий флот.

## Сельское поселение
Статус и границы сельского поселения установлены Законом Корякского автономного округа от 2 декабря 2004 года № 365-ОЗ «О наделении статусом и определении административных центров муниципальных образований Корякского автономного округа».

## Население
| 2002 | 2010 | 2012 | 2013 | 2014 | 2015 | 2016 |
| ---- | ---- | ---- | ---- | ---- | ---- | ---- |
| 547  | ↘472 | ↘443 | ↘434 | ↘423 | ↘412 | ↘410 |
| 2017 | 2018 | 2019 | 2020 | 2021 |      |      |
| ↘394 | ↘390 | ↗402 | ↘386 | ↘318 |      |      |

Большинство жителей села являются представителями коренных малочисленных народов.